# Kerry Fitzgerald
Kerry Fitzgerald est un arbitre international australien de rugby à XV. 

## Carrière
Il a arbitré vingt-cinq matches internationaux de 1985 à 1991dont un match opposant l'équipe de France à l'Irlande.
Kerry Fitzgerald a arbitré notamment plusieurs matches de la Coupe du monde de rugby à XV 1987 (avec en particulier la finale Nouvelle-Zélande - France et l'une des demi-finales Nouvelle-Zélande - Pays de Galles).

## Palmarès
- 25 matches internationaux de 1985 à 1991
- finale de la Coupe du monde 1987